# Municipio de Flat Creek (Arkansas)
El municipio de Flat Creek (en inglés: Flat Creek Township) es un municipio ubicado en el condado de Lawrence en el estado estadounidense de Arkansas. En el año 2010 tenía una población de 128 habitantes y una densidad poblacional de 3,61 personas por km².

## Geografía
El municipio de Flat Creek se encuentra ubicado en las coordenadas 36°6′26″N 91°12′57″O / 36.10722, -91.21583. Según la Oficina del Censo de los Estados Unidos, el municipio tiene una superficie total de 35.5 km², de la cual 35,16 km² corresponden a tierra firme y (0,96 %) 0,34 km² es agua.

## Demografía
Según el censo de 2010, había 128 personas residiendo en el municipio de Flat Creek. La densidad de población era de 3,61 hab./km². De los 128 habitantes, el municipio de Flat Creek estaba compuesto por el 96,88 % blancos, el 1,56 % eran asiáticos, el 0,78 % eran de otras razas y el 0,78 % eran de una mezcla de razas. Del total de la población el 0,78 % eran hispanos o latinos de cualquier raza.